# Liste des planètes mineures non numérotées découvertes en janvier 2021
Pour un article plus général, voir Liste des planètes mineures non numérotées découvertes en 2021.
Pour un article plus général, voir Liste des planètes mineures.
Cet article dresse la liste des planètes mineures (astéroïdes, centaures, objets transneptuniens et assimilés) non numérotées découvertes en janvier 2021 dans l'ordre de leur découverte.
Au 15 janvier 2025, 661 077 des 1 434 993 planètes mineures répertoriées par le Centre des planètes mineures ne sont pas encore numérotées, soit 46,07 %.

## Rappel concernant la désignation provisoire
La désignation provisoire indique l'ordre de découverte de ces objets. En effet, cette désignation est composée de l'année de découverte (par exemple 2021) suivie de la quinzaine (demi-mois) de découverte (p.e. A = 1-15 janvier) puis de l'ordre de découverte dans cette quinzaine. Cet ordre est indiqué par une lettre et éventuellement un chiffre comme suit : A pour la première découverte, B pour la deuxième, ..., Z pour la 25e (le I n'est pas utilisé pour éviter la confusion avec 1), A1 pour la 26e, B1 pour la 27e, etc. , Z1 pour la 50e, A2 pour la 51e, B2 pour la 52e, etc. L'ordre de la numérotation ne suit donc pas l'ordre alphanumérique. 2021 AA1 suit ainsi 2021 AZ et précède 2021 AB1.

## Liste

### Du1erau 15 janvier 2021
- 2021 AA
- 2021 AB
- 2021 AC
- 2021 AD
- 2021 AE
- 2021 AG
- 2021 AH
- 2021 AJ
- 2021 AK
- 2021 AL
- 2021 AM
- 2021 AN
- 2021 AO
- 2021 AP
- 2021 AQ
- 2021 AR
- 2021 AS
- 2021 AT
- 2021 AU
- 2021 AV
- 2021 AW
- 2021 AX
- 2021 AY
- 2021 AZ
- 2021 AA1
- 2021 AB1
- 2021 AC1
- 2021 AD1
- 2021 AE1
- 2021 AF1
- 2021 AG1
- 2021 AH1
- 2021 AJ1
- 2021 AK1
- 2021 AL1
- 2021 AM1
- 2021 AN1
- 2021 AO1
- 2021 AP1
- 2021 AQ1
- 2021 AR1
- 2021 AS1
- 2021 AT1
- 2021 AU1
- 2021 AV1
- 2021 AW1
- 2021 AX1
- 2021 AY1
- 2021 AZ1
- 2021 AA2
- 2021 AB2
- 2021 AC2
- 2021 AE2
- 2021 AF2
- 2021 AG2
- 2021 AJ2
- 2021 AK2
- 2021 AL2
- 2021 AM2
- 2021 AN2
- 2021 AO2
- 2021 AP2
- 2021 AQ2
- 2021 AR2
- 2021 AS2
- 2021 AT2
- 2021 AU2
- 2021 AV2
- 2021 AW2
- 2021 AX2
- 2021 AY2
- 2021 AZ2
- 2021 AA3
- 2021 AB3
- 2021 AC3
- 2021 AD3
- 2021 AE3
- 2021 AF3
- 2021 AG3
- 2021 AH3
- 2021 AJ3
- 2021 AK3
- 2021 AL3
- 2021 AM3
- 2021 AN3
- 2021 AO3
- 2021 AP3
- 2021 AQ3
- 2021 AR3
- 2021 AS3
- 2021 AT3
- 2021 AU3
- 2021 AV3
- 2021 AW3
- 2021 AX3
- 2021 AY3
- 2021 AZ3
- 2021 AA4
- 2021 AB4
- 2021 AC4
- 2021 AD4
- 2021 AE4
- 2021 AF4
- 2021 AG4
- 2021 AH4
- 2021 AJ4
- 2021 AK4
- 2021 AL4
- 2021 AM4
- 2021 AN4
- 2021 AO4
- 2021 AP4
- 2021 AQ4
- 2021 AR4
- 2021 AS4
- 2021 AT4
- 2021 AU4
- 2021 AV4
- 2021 AW4
- 2021 AX4
- 2021 AY4
- 2021 AZ4
- 2021 AA5
- 2021 AB5
- 2021 AD5
- 2021 AE5
- 2021 AF5
- 2021 AK5
- 2021 AL5
- 2021 AM5
- 2021 AN5
- 2021 AO5
- 2021 AP5
- 2021 AQ5
- 2021 AR5
- 2021 AS5
- 2021 AT5
- 2021 AU5
- 2021 AV5
- 2021 AW5
- 2021 AX5
- 2021 AY5
- 2021 AZ5
- 2021 AA6
- 2021 AB6
- 2021 AC6
- 2021 AD6
- 2021 AE6
- 2021 AF6
- 2021 AG6
- 2021 AH6
- 2021 AJ6
- 2021 AK6
- 2021 AL6
- 2021 AM6
- 2021 AN6
- 2021 AO6
- 2021 AP6
- 2021 AQ6
- 2021 AR6
- 2021 AS6
- 2021 AT6
- 2021 AU6
- 2021 AV6
- 2021 AW6
- 2021 AX6
- 2021 AY6
- 2021 AZ6
- 2021 AA7
- 2021 AB7
- 2021 AC7
- 2021 AD7
- 2021 AE7
- 2021 AF7
- 2021 AG7
- 2021 AH7
- 2021 AJ7
- 2021 AK7
- 2021 AL7
- 2021 AO7
- 2021 AP7
- 2021 AQ7
- 2021 AR7
- 2021 AT7
- 2021 AU7
- 2021 AV7
- 2021 AW7
- 2021 AY7
- 2021 AZ7
- 2021 AA8
- 2021 AB8
- 2021 AD8
- 2021 AE8
- 2021 AF8
- 2021 AG8
- 2021 AH8
- 2021 AK8
- 2021 AN8
- 2021 AP8
- 2021 AT8
- 2021 AV8
- 2021 AX8
- 2021 AY8
- 2021 AZ8
- 2021 AB9
- 2021 AD9
- 2021 AF9
- 2021 AG9
- 2021 AH9
- 2021 AJ9
- 2021 AK9
- 2021 AM9
- 2021 AN9
- 2021 AP9
- 2021 AR9
- 2021 AS9
- 2021 AU9
- 2021 AV9
- 2021 AW9
- 2021 AX9
- 2021 AY9
- 2021 AZ9
- 2021 AF10
- 2021 AH10
- 2021 AJ10
- 2021 AK10
- 2021 AL10
- 2021 AQ10
- 2021 AS10
- 2021 AT10
- 2021 AU10
- 2021 AW10
- 2021 AX10
- 2021 AZ10
- 2021 AB11
- 2021 AC11
- 2021 AF11
- 2021 AG11
- 2021 AH11
- 2021 AJ11
- 2021 AK11
- 2021 AL11
- 2021 AM11
- 2021 AN11
- 2021 AO11
- 2021 AQ11
- 2021 AR11
- 2021 AS11
- 2021 AT11
- 2021 AU11
- 2021 AV11
- 2021 AW11
- 2021 AY11
- 2021 AZ11
- 2021 AA12
- 2021 AB12
- 2021 AC12
- 2021 AD12
- 2021 AE12
- 2021 AF12
- 2021 AG12
- 2021 AH12
- 2021 AJ12
- 2021 AK12
- 2021 AL12
- 2021 AM12
- 2021 AN12
- 2021 AR12
- 2021 AT12
- 2021 AX12
- 2021 AA13
- 2021 AC13
- 2021 AD13
- 2021 AF13
- 2021 AG13
- 2021 AH13
- 2021 AL13
- 2021 AN13
- 2021 AO13
- 2021 AQ13
- 2021 AR13
- 2021 AS13
- 2021 AX13
- 2021 AY13
- 2021 AZ13
- 2021 AA14
- 2021 AE14
- 2021 AG14
- 2021 AH14
- 2021 AJ14
- 2021 AK14
- 2021 AM14
- 2021 AO14
- 2021 AQ14
- 2021 AR14
- 2021 AS14
- 2021 AT14
- 2021 AU14
- 2021 AV14
- 2021 AY14
- 2021 AA15
- 2021 AC15
- 2021 AD15
- 2021 AE15
- 2021 AF15
- 2021 AH15
- 2021 AK15
- 2021 AL15
- 2021 AP15
- 2021 AQ15
- 2021 AR15
- 2021 AS15
- 2021 AW15
- 2021 AX15
- 2021 AC16
- 2021 AD16
- 2021 AE16
- 2021 AF16
- 2021 AH16
- 2021 AJ16
- 2021 AL16
- 2021 AM16
- 2021 AN16
- 2021 AP16
- 2021 AQ16
- 2021 AR16
- 2021 AT16
- 2021 AU16
- 2021 AV16
- 2021 AX16
- 2021 AY16
- 2021 AA17
- 2021 AC17
- 2021 AD17
- 2021 AE17
- 2021 AF17
- 2021 AG17
- 2021 AH17
- 2021 AJ17
- 2021 AK17
- 2021 AN17
- 2021 AP17
- 2021 AQ17
- 2021 AR17
- 2021 AT17
- 2021 AU17
- 2021 AV17
- 2021 AX17
- 2021 AY17
- 2021 AZ17
- 2021 AA18
- 2021 AB18
- 2021 AC18
- 2021 AE18
- 2021 AF18
- 2021 AH18
- 2021 AJ18
- 2021 AK18
- 2021 AN18
- 2021 AO18
- 2021 AP18
- 2021 AQ18
- 2021 AR18
- 2021 AT18
- 2021 AU18
- 2021 AV18
- 2021 AW18
- 2021 AX18
- 2021 AY18
- 2021 AB19
- 2021 AC19
- 2021 AD19
- 2021 AE19
- 2021 AF19
- 2021 AG19
- 2021 AH19
- 2021 AJ19
- 2021 AK19
- 2021 AL19
- 2021 AM19
- 2021 AO19
- 2021 AP19
- 2021 AQ19
- 2021 AR19
- 2021 AU19
- 2021 AW19
- 2021 AX19
- 2021 AY19
- 2021 AZ19
- 2021 AB20
- 2021 AC20
- 2021 AD20
- 2021 AE20
- 2021 AF20
- 2021 AG20
- 2021 AJ20
- 2021 AK20
- 2021 AO20
- 2021 AR20
- 2021 AS20
- 2021 AT20
- 2021 AU20
- 2021 AV20
- 2021 AW20
- 2021 AX20
- 2021 AY20
- 2021 AZ20
- 2021 AB21
- 2021 AC21
- 2021 AD21
- 2021 AE21
- 2021 AF21
- 2021 AG21
- 2021 AH21
- 2021 AJ21
- 2021 AK21
- 2021 AM21
- 2021 AP21
- 2021 AQ21
- 2021 AR21
- 2021 AS21
- 2021 AT21
- 2021 AU21
- 2021 AV21
- 2021 AX21
- 2021 AY21
- 2021 AA22
- 2021 AC22
- 2021 AE22
- 2021 AF22
- 2021 AG22
- 2021 AH22
- 2021 AK22
- 2021 AL22
- 2021 AM22
- 2021 AN22
- 2021 AO22
- 2021 AP22
- 2021 AQ22
- 2021 AT22
- 2021 AV22
- 2021 AX22
- 2021 AC23
- 2021 AE23
- 2021 AF23
- 2021 AG23
- 2021 AH23
- 2021 AJ23
- 2021 AK23
- 2021 AM23
- 2021 AP23
- 2021 AQ23
- 2021 AR23
- 2021 AT23
- 2021 AU23
- 2021 AW23
- 2021 AX23
- 2021 AY23
- 2021 AZ23
- 2021 AA24
- 2021 AD24
- 2021 AE24
- 2021 AG24
- 2021 AH24
- 2021 AJ24
- 2021 AL24
- 2021 AM24
- 2021 AN24
- 2021 AO24
- 2021 AP24
- 2021 AQ24
- 2021 AR24
- 2021 AS24
- 2021 AT24
- 2021 AU24
- 2021 AV24
- 2021 AX24
- 2021 AY24
- 2021 AZ24
- 2021 AB25
- 2021 AF25
- 2021 AG25
- 2021 AJ25
- 2021 AK25
- 2021 AL25
- 2021 AM25
- 2021 AN25
- 2021 AO25
- 2021 AP25
- 2021 AQ25
- 2021 AR25
- 2021 AS25
- 2021 AT25
- 2021 AV25
- 2021 AW25
- 2021 AX25
- 2021 AY25
- 2021 AZ25
- 2021 AA26
- 2021 AB26
- 2021 AC26
- 2021 AD26
- 2021 AE26
- 2021 AF26
- 2021 AG26
- 2021 AH26
- 2021 AJ26
- 2021 AK26
- 2021 AL26
- 2021 AM26
- 2021 AN26
- 2021 AO26
- 2021 AQ26
- 2021 AR26
- 2021 AS26
- 2021 AT26
- 2021 AU26
- 2021 AV26
- 2021 AW26
- 2021 AX26
- 2021 AY26
- 2021 AZ26
- 2021 AA27
- 2021 AB27
- 2021 AC27
- 2021 AE27
- 2021 AF27
- 2021 AG27
- 2021 AH27
- 2021 AJ27
- 2021 AK27
- 2021 AL27
- 2021 AO27
- 2021 AR27
- 2021 AS27
- 2021 AT27
- 2021 AU27
- 2021 AW27
- 2021 AX27
- 2021 AY27
- 2021 AZ27
- 2021 AA28
- 2021 AB28
- 2021 AC28
- 2021 AE28
- 2021 AF28
- 2021 AG28
- 2021 AH28
- 2021 AJ28
- 2021 AK28
- 2021 AL28
- 2021 AM28
- 2021 AN28
- 2021 AO28
- 2021 AP28
- 2021 AQ28
- 2021 AR28
- 2021 AS28
- 2021 AT28
- 2021 AU28
- 2021 AV28
- 2021 AW28
- 2021 AX28
- 2021 AY28
- 2021 AZ28
- 2021 AA29
- 2021 AB29
- 2021 AC29
- 2021 AD29
- 2021 AE29
- 2021 AF29
- 2021 AG29
- 2021 AJ29
- 2021 AK29
- 2021 AL29
- 2021 AM29
- 2021 AN29
- 2021 AO29
- 2021 AP29
- 2021 AQ29
- 2021 AR29
- 2021 AT29
- 2021 AU29
- 2021 AV29
- 2021 AW29
- 2021 AX29
- 2021 AY29
- 2021 AA30
- 2021 AB30
- 2021 AC30
- 2021 AD30
- 2021 AG30
- 2021 AH30
- 2021 AJ30
- 2021 AK30
- 2021 AL30
- 2021 AM30
- 2021 AN30
- 2021 AO30
- 2021 AP30
- 2021 AQ30
- 2021 AR30
- 2021 AS30
- 2021 AT30
- 2021 AU30
- 2021 AV30
- 2021 AW30
- 2021 AX30
- 2021 AY30
- 2021 AZ30
- 2021 AA31
- 2021 AB31
- 2021 AC31
- 2021 AD31
- 2021 AE31
- 2021 AF31
- 2021 AG31
- 2021 AH31
- 2021 AJ31
- 2021 AK31
- 2021 AL31
- 2021 AM31
- 2021 AO31
- 2021 AP31
- 2021 AQ31
- 2021 AR31
- 2021 AS31
- 2021 AT31
- 2021 AU31
- 2021 AV31
- 2021 AW31
- 2021 AX31
- 2021 AY31
- 2021 AZ31
- 2021 AB32
- 2021 AC32
- 2021 AD32
- 2021 AE32
- 2021 AF32
- 2021 AG32
- 2021 AH32
- 2021 AJ32
- 2021 AK32
- 2021 AL32
- 2021 AM32
- 2021 AN32
- 2021 AO32
- 2021 AP32
- 2021 AQ32
- 2021 AR32
- 2021 AS32
- 2021 AT32
- 2021 AU32
- 2021 AV32
- 2021 AW32
- 2021 AX32
- 2021 AY32
- 2021 AZ32
- 2021 AA33
- 2021 AB33
- 2021 AC33
- 2021 AD33
- 2021 AE33
- 2021 AG33
- 2021 AH33
- 2021 AJ33
- 2021 AK33
- 2021 AL33
- 2021 AM33
- 2021 AN33
- 2021 AO33
- 2021 AP33
- 2021 AQ33
- 2021 AR33
- 2021 AS33
- 2021 AT33
- 2021 AU33
- 2021 AV33
- 2021 AW33
- 2021 AX33
- 2021 AY33
- 2021 AZ33
- 2021 AA34
- 2021 AB34
- 2021 AC34
- 2021 AD34
- 2021 AE34
- 2021 AF34
- 2021 AG34
- 2021 AH34
- 2021 AJ34
- 2021 AK34
- 2021 AL34
- 2021 AM34
- 2021 AN34
- 2021 AO34
- 2021 AP34
- 2021 AQ34
- 2021 AR34
- 2021 AS34
- 2021 AT34
- 2021 AV34
- 2021 AX34
- 2021 AY34
- 2021 AZ34
- 2021 AA35
- 2021 AB35
- 2021 AC35
- 2021 AD35
- 2021 AE35
- 2021 AF35
- 2021 AG35
- 2021 AH35
- 2021 AJ35
- 2021 AK35
- 2021 AL35
- 2021 AM35
- 2021 AN35
- 2021 AO35
- 2021 AP35
- 2021 AQ35
- 2021 AR35
- 2021 AS35
- 2021 AT35
- 2021 AU35
- 2021 AV35
- 2021 AW35
- 2021 AX35
- 2021 AY35
- 2021 AZ35
- 2021 AA36
- 2021 AB36
- 2021 AC36
- 2021 AD36
- 2021 AE36
- 2021 AF36
- 2021 AG36
- 2021 AH36
- 2021 AJ36
- 2021 AK36
- 2021 AN36
- 2021 AO36
- 2021 AP36
- 2021 AQ36
- 2021 AR36
- 2021 AS36
- 2021 AT36
- 2021 AU36
- 2021 AV36
- 2021 AW36
- 2021 AX36
- 2021 AY36
- 2021 AZ36
- 2021 AA37
- 2021 AB37
- 2021 AC37
- 2021 AD37
- 2021 AE37
- 2021 AF37
- 2021 AG37
- 2021 AH37
- 2021 AJ37
- 2021 AK37
- 2021 AL37
- 2021 AM37
- 2021 AN37
- 2021 AO37
- 2021 AP37
- 2021 AQ37
- 2021 AR37
- 2021 AS37
- 2021 AU37
- 2021 AV37
- 2021 AW37
- 2021 AX37
- 2021 AY37
- 2021 AZ37
- 2021 AA38
- 2021 AB38
- 2021 AC38
- 2021 AD38
- 2021 AE38
- 2021 AF38
- 2021 AG38
- 2021 AH38

### Du 16 au 31 janvier 2021
- 2021 BA
- 2021 BB
- 2021 BC
- 2021 BD
- 2021 BE
- 2021 BF
- 2021 BG
- 2021 BJ
- 2021 BK
- 2021 BL
- 2021 BM
- 2021 BN
- 2021 BO
- 2021 BP
- 2021 BQ
- 2021 BR
- 2021 BS
- 2021 BT
- 2021 BU
- 2021 BV
- 2021 BW
- 2021 BX
- 2021 BY
- 2021 BZ
- 2021 BA1
- 2021 BB1
- 2021 BC1
- 2021 BD1
- 2021 BE1
- 2021 BF1
- 2021 BG1
- 2021 BH1
- 2021 BJ1
- 2021 BK1
- 2021 BL1
- 2021 BM1
- 2021 BN1
- 2021 BO1
- 2021 BP1
- 2021 BQ1
- 2021 BR1
- 2021 BS1
- 2021 BT1
- 2021 BU1
- 2021 BV1
- 2021 BW1
- 2021 BX1
- 2021 BY1
- 2021 BZ1
- 2021 BA2
- 2021 BB2
- 2021 BC2
- 2021 BD2
- 2021 BE2
- 2021 BF2
- 2021 BG2
- 2021 BH2
- 2021 BJ2
- 2021 BK2
- 2021 BL2
- 2021 BM2
- 2021 BN2
- 2021 BO2
- 2021 BP2
- 2021 BQ2
- 2021 BR2
- 2021 BS2
- 2021 BT2
- 2021 BU2
- 2021 BV2
- 2021 BX2
- 2021 BY2
- 2021 BZ2
- 2021 BA3
- 2021 BB3
- 2021 BC3
- 2021 BD3
- 2021 BE3
- 2021 BF3
- 2021 BG3
- 2021 BH3
- 2021 BJ3
- 2021 BK3
- 2021 BL3
- 2021 BM3
- 2021 BN3
- 2021 BO3
- 2021 BP3
- 2021 BS3
- 2021 BT3
- 2021 BW3
- 2021 BX3
- 2021 BY3
- 2021 BE4
- 2021 BF4
- 2021 BH4
- 2021 BJ4
- 2021 BK4
- 2021 BL4
- 2021 BM4
- 2021 BO4
- 2021 BP4
- 2021 BQ4
- 2021 BR4
- 2021 BV4
- 2021 BW4
- 2021 BZ4
- 2021 BA5
- 2021 BB5
- 2021 BD5
- 2021 BE5
- 2021 BG5
- 2021 BH5
- 2021 BJ5
- 2021 BK5
- 2021 BM5
- 2021 BN5
- 2021 BO5
- 2021 BR5
- 2021 BS5
- 2021 BT5
- 2021 BU5
- 2021 BV5
- 2021 BY5
- 2021 BZ5
- 2021 BA6
- 2021 BB6
- 2021 BC6
- 2021 BF6
- 2021 BK6
- 2021 BL6
- 2021 BM6
- 2021 BN6
- 2021 BO6
- 2021 BP6
- 2021 BQ6
- 2021 BR6
- 2021 BT6
- 2021 BV6
- 2021 BW6
- 2021 BY6
- 2021 BA7
- 2021 BB7
- 2021 BC7
- 2021 BE7
- 2021 BF7
- 2021 BG7
- 2021 BH7
- 2021 BJ7
- 2021 BK7
- 2021 BL7
- 2021 BO7
- 2021 BP7
- 2021 BQ7
- 2021 BS7
- 2021 BW7
- 2021 BX7
- 2021 BY7
- 2021 BA8
- 2021 BB8
- 2021 BD8
- 2021 BE8
- 2021 BG8
- 2021 BK8
- 2021 BL8
- 2021 BM8
- 2021 BN8
- 2021 BO8
- 2021 BP8
- 2021 BQ8
- 2021 BT8
- 2021 BU8
- 2021 BX8
- 2021 BY8
- 2021 BZ8
- 2021 BA9
- 2021 BC9
- 2021 BD9
- 2021 BJ9
- 2021 BK9
- 2021 BN9
- 2021 BS9
- 2021 BT9
- 2021 BU9
- 2021 BW9
- 2021 BX9
- 2021 BY9
- 2021 BZ9
- 2021 BB10
- 2021 BC10
- 2021 BE10
- 2021 BF10
- 2021 BJ10
- 2021 BK10
- 2021 BL10
- 2021 BM10
- 2021 BO10
- 2021 BP10
- 2021 BQ10
- 2021 BR10
- 2021 BS10
- 2021 BU10
- 2021 BV10
- 2021 BX10
- 2021 BC11
- 2021 BD11
- 2021 BE11
- 2021 BG11
- 2021 BH11
- 2021 BJ11
- 2021 BK11
- 2021 BL11
- 2021 BO11
- 2021 BP11
- 2021 BQ11
- 2021 BR11
- 2021 BS11
- 2021 BT11
- 2021 BV11
- 2021 BW11
- 2021 BY11
- 2021 BZ11
- 2021 BA12
- 2021 BB12
- 2021 BD12
- 2021 BE12
- 2021 BF12
- 2021 BG12
- 2021 BH12
- 2021 BJ12
- 2021 BK12
- 2021 BL12
- 2021 BN12
- 2021 BO12
- 2021 BR12
- 2021 BS12
- 2021 BT12
- 2021 BV12
- 2021 BW12
- 2021 BX12
- 2021 BY12
- 2021 BZ12
- 2021 BA13
- 2021 BB13
- 2021 BC13
- 2021 BD13
- 2021 BE13
- 2021 BF13
- 2021 BG13
- 2021 BH13
- 2021 BJ13
- 2021 BK13
- 2021 BL13
- 2021 BN13
- 2021 BO13
- 2021 BP13
- 2021 BQ13
- 2021 BR13
- 2021 BS13
- 2021 BT13
- 2021 BU13
- 2021 BV13
- 2021 BX13
- 2021 BY13
- 2021 BB14
- 2021 BC14
- 2021 BD14
- 2021 BF14
- 2021 BG14
- 2021 BH14
- 2021 BJ14
- 2021 BK14
- 2021 BL14
- 2021 BM14
- 2021 BN14
- 2021 BO14
- 2021 BP14
- 2021 BQ14
- 2021 BR14
- 2021 BS14
- 2021 BT14
- 2021 BV14
- 2021 BX14
- 2021 BZ14
- 2021 BA15
- 2021 BB15
- 2021 BC15
- 2021 BD15
- 2021 BE15
- 2021 BF15
- 2021 BG15
- 2021 BH15
- 2021 BJ15
- 2021 BK15
- 2021 BL15
- 2021 BM15
- 2021 BN15
- 2021 BO15
- 2021 BP15
- 2021 BQ15
- 2021 BR15
- 2021 BS15
- 2021 BT15
- 2021 BU15
- 2021 BV15
- 2021 BW15
- 2021 BX15
- 2021 BY15
- 2021 BZ15
- 2021 BA16
- 2021 BB16
- 2021 BC16
- 2021 BD16
- 2021 BF16
- 2021 BG16
- 2021 BH16
- 2021 BJ16
- 2021 BK16
- 2021 BL16
- 2021 BM16
- 2021 BN16
- 2021 BO16
- 2021 BP16
- 2021 BR16
- 2021 BS16
- 2021 BT16
- 2021 BU16
- 2021 BV16
- 2021 BW16
- 2021 BX16
- 2021 BY16
- 2021 BZ16
- 2021 BA17
- 2021 BB17
- 2021 BC17
- 2021 BD17
- 2021 BE17
- 2021 BF17
- 2021 BG17
- 2021 BH17
- 2021 BJ17
- 2021 BK17
- 2021 BL17
- 2021 BM17
- 2021 BN17
- 2021 BO17
- 2021 BP17
- 2021 BQ17
- 2021 BR17
- 2021 BS17
- 2021 BT17
- 2021 BU17
- 2021 BV17
- 2021 BW17
- 2021 BX17
- 2021 BY17
- 2021 BZ17
- 2021 BA18
- 2021 BB18
- 2021 BC18
- 2021 BD18
- 2021 BE18
- 2021 BF18
- 2021 BG18
- 2021 BH18
- 2021 BJ18
- 2021 BK18
- 2021 BL18
- 2021 BM18
- 2021 BN18
- 2021 BO18
- 2021 BP18
- 2021 BQ18
- 2021 BR18
- 2021 BS18
- 2021 BT18
- 2021 BU18
- 2021 BV18
- 2021 BW18
- 2021 BX18
- 2021 BY18
- 2021 BZ18
- 2021 BA19
- 2021 BB19
- 2021 BC19
- 2021 BD19
- 2021 BF19
- 2021 BG19
- 2021 BH19
- 2021 BJ19
- 2021 BK19
- 2021 BL19
- 2021 BM19
- 2021 BN19
- 2021 BP19
- 2021 BQ19
- 2021 BR19
- 2021 BS19
- 2021 BT19
- 2021 BU19
- 2021 BV19
- 2021 BW19
- 2021 BX19
- 2021 BY19
- 2021 BZ19
- 2021 BA20
- 2021 BB20
- 2021 BC20
- 2021 BD20
- 2021 BE20
- 2021 BF20
- 2021 BG20
- 2021 BH20
- 2021 BK20
- 2021 BM20
- 2021 BN20
- 2021 BO20
- 2021 BP20
- 2021 BQ20
- 2021 BR20
- 2021 BS20
- 2021 BT20
- 2021 BU20
- 2021 BV20
- 2021 BW20
- 2021 BX20
- 2021 BY20
- 2021 BZ20
- 2021 BA21
- 2021 BB21
- 2021 BD21
- 2021 BE21
- 2021 BF21
- 2021 BG21
- 2021 BH21
- 2021 BJ21
- 2021 BK21
- 2021 BL21
- 2021 BM21
- 2021 BN21
- 2021 BO21
- 2021 BP21
- 2021 BQ21
- 2021 BR21
- 2021 BS21
- 2021 BT21
- 2021 BU21
- 2021 BV21
- 2021 BW21
- 2021 BX21
- 2021 BY21
- 2021 BZ21
- 2021 BA22
- 2021 BB22